# Schrägstrecke
Als Schrägstrecke (auch Schrägdistanz, Raumdistanz oder schiefe Seite) bezeichnet die Geodäsie die direkt gemessene Distanz zwischen einem Theodolit bzw. Tachymeter und einem Zielpunkt. Sie muss für die Weiterverarbeitung auf die horizontale Distanz umgerechnet und um weitere kleine Einflüsse reduziert werden.
Nennt man
- die Schrägstrecke s
- die horizontale Distanz d und
- die Zenitdistanz des Meßstrahls z (bzw. den Höhenwinkel h = 90°−z),

so gilt für kurze Strecken
d = s · sin z = s · cos h
Die Formel gilt nur für kurze Distanzen; bei längeren Strecken ist der Einfluss der Erdkrümmung zu berücksichtigen. Ferner muss ab etwa 500 m (bei Steilvisuren schon früher) die Zenitdistanz wegen der Strahlenbrechung (terrestrische Refraktion), die etwa ein Siebtel der Erdkrümmung ausmacht, korrigiert und die Strecke auf Meeresniveau reduziert werden.
Bei der Höhenmessung ist zusätzlich die Instrumentenhöhe des Messgeräts und die Zielhöhe des eingemessenen Punktes (z. B. auf der Messlatte) zu berücksichtigen.
Wenn man früher Schrägstrecken mit dem Maßband ermittelte, konnte man es entweder am Boden auflegen (dann benötigt man statt z den Höhenunterschied), oder man spannte es kraftvoll in der Luftlinie (dann waren oft Durchhang und Dehnung zu berücksichtigen). Bei der elektronischen Distanzmessung mit modernen Tachymetern entfällt diese Mühe und Mehrarbeit. Ab etwa 100 Meter spielt zwar für die Laser- oder Infrarot-Messung die Luftdichte eine Rolle (sie verringert die Lichtgeschwindigkeit und verlängert die Strecke scheinbar um etwa 0,03 %), sie wird heute jedoch schon im Messgerät berücksichtigt.
Auch Sperrmaße – mit denen man lokale Vermessungen z. B. von Gebäuden einfach kontrollieren kann – sind eigentlich Schrägstrecken. Meistens ist jedoch die Straßenneigung gering, sodass die Neigungsreduktion unterbleiben kann.